# Senegal i olympiska sommarspelen 1996
Senegal deltog i de olympiska sommarspelen 1996 med en trupp bestående av 11 deltagare, men ingen av landets deltagare erövrade någon medalj.

## Brottning
Fristil
| Idrottare      | Gren                | Omgång 1              | Omgång 2             | Kvartsfinal          | Semifinal            | Final                | Återkval Omgång 1        | Återkval Omgång 2    | Återkval Omgång 3    | Återkval Omgång 4    | Återkval Omgång 5    | Brons- match         |
| Idrottare      | Gren                | Motståndare Resultat  | Motståndare Resultat | Motståndare Resultat | Motståndare Resultat | Motståndare Resultat | Motståndare Resultat     | Motståndare Resultat | Motståndare Resultat | Motståndare Resultat | Motståndare Resultat | Motståndare Resultat |
| -------------- | ------------------- | --------------------- | -------------------- | -------------------- | -------------------- | -------------------- | ------------------------ | -------------------- | -------------------- | -------------------- | -------------------- | -------------------- |
| Félix Diédhiou | Lättvikt, fristil   | Kõiv (EST) L Fall     | Gick inte vidare     | Gick inte vidare     | Gick inte vidare     | Gick inte vidare     | Fórizs (HUN) L 13-1      | Gick inte vidare     | Gick inte vidare     | Gick inte vidare     | Gick inte vidare     | Gick inte vidare     |
| Alioune Diouf  | Mellanvikt, fristil | Magomedov (RUS) L 3-0 | Gick inte vidare     | Gick inte vidare     | Gick inte vidare     | Gick inte vidare     | Gogoloshvili (GEO) L 6-2 | Gick inte vidare     | Gick inte vidare     | Gick inte vidare     | Gick inte vidare     | Gick inte vidare     |

## Friidrott
Herrar
Bangrenar
| Idrottare                                           | Gren                            | Heat omgång 1 | Heat omgång 1 | Heat omgång 2 | Heat omgång 2 | Semifinal        | Semifinal        | Final            | Final            |
| Idrottare                                           | Gren                            | Tid           | Placering     | Tid           | Placering     | Tid              | Placering        | Tid              | Placering        |
| --------------------------------------------------- | ------------------------------- | ------------- | ------------- | ------------- | ------------- | ---------------- | ---------------- | ---------------- | ---------------- |
| Oumar Loum                                          | Herrarnas 200 meter             | 20.69         | 22 Q          | 21.31         | 37            | Gick inte vidare | Gick inte vidare | Gick inte vidare | Gick inte vidare |
| Ibou Faye                                           | Herrarnas 400 meter häck        | 48.84         | 7 Q           | N/A           | N/A           | 48.84            | 13               | Gick inte vidare | Gick inte vidare |
| Hamidou M'Baye                                      | Herrarnas 400 meter häck        | 50.30         | 38            | N/A           | N/A           | Gick inte vidare | Gick inte vidare | Gick inte vidare | Gick inte vidare |
| Aboubakry Dia Tapha Diarra Ibou Faye Hachim N'Diaye | Herrarnas 4 x 400 meter stafett | 3:02.61       | 6 Q           | N/A           | N/A           | 3:01.72          | 4 Q              | 3:00.64          | 4                |

Fältgrenar
| Idrottare    | Gren                | Kval     | Kval      | Final            | Final            |
| Idrottare    | Gren                | Resultat | Placering | Resultat         | Placering        |
| ------------ | ------------------- | -------- | --------- | ---------------- | ---------------- |
| Cheikh Touré | Herrarnas längdhopp | 7.91     | 18        | Gick inte vidare | Gick inte vidare |

## Judo
Herrar
| Idrottare         | Gren                   | Resultat |
| ----------------- | ---------------------- | -------- |
| Abdoul Karim Seck | Halv lättvikt (-66 kg) | 21       |
| Khalifa Diouf     | Tungvikt (+100 kg)     | 21       |